# Al-Qaeda
Al-Qaeda (também Al-Qaïda) ou, na ortografia aportuguesada, Alcaida (em árabe: القاعدة, transliterada el-Qā‘idah ou al-Qā‘idah, cujo significado é "A base" ou "O alicerce") é uma organização e grupo terrorista, fundamentalista islâmica internacional, que tem a sua atuação principalmente baseada em ataques terroristas que mataram milhares de pessoas pelo mundo. Essa atuação é uma forma de pressionar governos ocidentais a desocupar áreas ricas em petróleo, ouro, diamantes, cobre, turmalina em alguns países do oriente médio. Esse mesmo grupo terrorista foi o responsável pelo pior ataque contra os Estados Unidos da América, em 11 de setembro de 2001, e que culminou com uma caçada sem precedentes ao terrorista chefe Osama bin Laden. Esta organização terrorista fundamentalista Islâmica foi fundada em meados de agosto de 1988 por Osama bin Laden, Abdullah Azzam, e vários outros combatentes da guerra soviética-afegã, constituída por células colaborativas e independentes infiltradas na Europa, Estados Unidos e Ásia, principalmente entre estudantes universitários simpatizantes e doutrinados pelo regime terrorista e visam disputar o poder geopolítico no Oriente Médio até constituir base na Europa e América.
Foi considerada uma organização terrorista pelos EUA, Reino Unido, União Europeia, OTAN, Índia e muitos outros países.
A princípio, o foco de atuação da Al-Qaeda tinha por objetivo expulsar as tropas russas do território do Afeganistão. Durante esse período os Estados Unidos realizavam ajuda financeira à organização para a compra de armas e realização de treinamentos. No entanto, com a Guerra do Golfo e a instalação de bases militares estadunidenses na península arábica, sede dos principais santuários do Islã, Bin Laden iniciou uma campanha contra os EUA.
São atribuídos à Al-Qaeda diversos atentados a alvos civis ou militares na África, no Oriente Médio e na América do Norte, nomeadamente os ataques de 11 de setembro de 2001, em Nova Iorque, em Washington, na Pensilvânia (aos quais o governo norte-americano respondeu lançando a Guerra ao Terror) e em Paris, contra a sede do jornal Charlie Hebdo. Seu fundador, ex-líder e principal colaborador foi Osama bin Laden e o atual líder é Seif al-Adel. A estrutura organizacional da Al-Qaeda e a ausência de dados precisos sobre seu funcionamento são fatores que dificultam estimativas sobre o número de membros que a compõem e a natureza de sua capacidade bélica.
Diversos aspectos relacionados à rede são objetos de controvérsias. Há quem considere que o seu radicalismo se deve ao facto de estar sob a influência do Wahhabismo, movimento que mais parece inspirar os seus ideais religiosos.

## Visão geral
A Comissão Nacional sobre Ataques Terroristas nos Estados Unidos (Comissão 9/11) concluiu que a Al-Qaeda é responsável por um grande número de ataques violentos e de alto nível contra civis, alvos militares e instituições comerciais pelo mundo. O relatório da comissão atribuiu os ataques de 11 de setembro de 2001 ao World Trade Center em Nova Iorque, ataque ao Pentágono em Arlington e ao voo 93 na Pensilvânia ao comando da Al-Qaeda.[carece de fontes?]

Apesar do grupo alegadamente ter sido responsável direto pelos ataques, vários analistas, como Michael Scheuer, um ex-analista da CIA (Agência Central de Inteligência estadunidense) sobre terrorismo, acreditam que a Al-Qaeda evoluiu para um movimento 
"… no qual a Jihad é autossustentável, os guerreiros islâmicos lutam contra a América com ou sem a aliança de Bin Laden e da Al-Qaeda originária, e no qual o nome traz inspiração para novos ataques internacionais."[carece de fontes?]
As origens do grupo podem ser traçadas a partir da invasão soviética ao Afeganistão, na qual vários não-afegãos, lutadores árabes se uniram ao movimento anti-russo formado pelos Estados Unidos e Paquistão. Osama bin Laden, membro de uma abastada e proeminente família árabe-saudita, liderou um grupo informal que se tornou uma grande agência de levantamento de fundos e recrutamento para a causa afegã. Esse grupo canalizou combatentes islâmicos para o conflito, distribuiu dinheiro e forneceu logística e recursos, para as forças de guerra e para os refugiados afegãos.[carece de fontes?]
Depois da retirada soviética do Afeganistão em 1989, vários veteranos da guerra desejaram lutar novamente pelas causas islâmicas. A invasão e ocupação do Kuwait pelo Iraque em 1990 levou o governo estado-unidense à decidir enviar suas tropas em coligação para a Arábia Saudita, com o suposto intuito de expulsar as forças iraquianas daquele país. A Al-Qaeda era fortemente contra o regime de Saddam Hussein, dado que Saddam era acusado pelos fundamentalistas muçulmanos de ter tornado o Iraque um Estado laico. Bin Laden ofereceu os serviços dos seus combatentes ao trono saudita, mas a presença de forças "infiéis" em território islâmico sagrado - era uma luta entre islâmicos - foi visto por Bin Laden como um ato de traição. Então, decidiu se opor aos Estados Unidos e aos seus aliados. A Al-Qaeda considerou os Estados Unidos como opressivos contra os muçulmanos, citando o apoio estado-unidense à Israel nos conflitos entre palestinianos e israelitas; a presença militar estado-unidense em vários países islâmicos (particularmente Arábia Saudita) e posteriormente a invasão e ocupação do Iraque em 2003.
Osama bin Laden era e Ayman al-Zawahiri é membro sênior do conselho da Al-Qaeda e considera-se que possuem contatos com algumas outras células da organização.

## Organização e estrutura
Em comunicados formais, Osama bin Laden preferia usar o termo "Frente Internacional pelo Jihad contra os Judeus e Cruzados" como nome para o grupo, em vez do termo mais famoso Al-Qaeda.

Embora o uso do nome Al-Qaeda fosse anterior, só em 2001 foi formalmente usado enquanto denominação do grupo, quando o governo estado-unidense decidiu perseguir ou tornar pública a perseguição a Bin Laden. Bin Laden em pessoa é provavelmente a melhor fonte para a origem do rótulo Al-Qaeda. Falando em 2001, ele citou: 
"O nome 'Al-Qaeda' foi estabelecido há muito tempo atrás por conveniência. Abu Ebeida El-Banashiri liderou os campos de treino para os nossos mujahidin contra o terrorismo russo. Nós costumávamos chamar o campo de treino Al-Qaeda. E o nome ficou."[carece de fontes?]
A inspiração filosófica da Al-Qaeda vem dos escritos de Sayyid Qutb, um pensador proveniente da Irmandade Muçulmana, cujos textos inspiraram a maioria dos principais movimentos militantes islâmicos hoje ativos no Médio Oriente. O autor defende uma revolução islâmica armada para a sobreposição de todos os regimes não guiados pela lei islâmica, e reitera a expulsão de milícias e empresas ocidentais de todos os países muçulmanos.
De acordo com afirmações transmitidas pela Al-Qaeda na Internet e em canais de televisão, as últimas metas da Al-Qaeda passam por restabelecer o Califado do mundo islâmico, e, para isso, trabalham com quaisquer grupos extremistas, organizações ou governos que lhes permitam atingir essa meta. Os fundamentos originais da Al-Qaeda originária são fortemente antissionistas. Em 1997, numa entrevista com Peter Arnett, Osama bin Laden cita a presença estado-unidense no Médio Oriente e o apoio israelita como as principais razões para as ações da sua organização.
A Al-Qaeda acredita que os governos ocidentais e, particularmente, o governo estado-unidense, agem contra os interesses dos muçulmanos. As suas faltas, segundo o grupo, incluem:
- Provisão de apoio econômico e militar a regimes opressores dos muçulmanos (por exemplo, o suporte estado-unidense a Israel);
- O veto da Organização das Nações Unidas em relação a sanções propostas contra Israel;
- Tentativas de influenciar os assuntos de governos e comunidades islâmicas;
- Suporte direto, através de armas ou empréstimos monetários, a regimes árabes anti-islâmicos;
- Presença de tropas em países islâmicos, especialmente na Arábia Saudita;
- A invasão do Iraque em 2003 (independentemente de supostos confrontos entre Saddam e a Al-Qaeda).

Para além dos ataques de 11 de setembro de 2001 ao World Trade Center em Nova Iorque e ao Pentágono em Washington, crê-se que a Al-Qaeda esteve envolvida nos seguintes ataques:
- Embaixada americana em Nairobi, Quénia, em 7 de agosto de 1998;
- Embaixada americana em Dar es Salaam, Tanzânia, também em 7 de agosto de 1998;
- Bombardeiro USS Cole, atracado no Iêmen, em 12 de outubro de 2000;
- Ataques ao metrô de Londres, em 7 de julho de 2005;
- Ataque à redação do jornal Charlie Hebdo, Paris, em 7 de janeiro de 2015.

Pensa-se que o líder militar da Al-Qaeda era Khalid Shaikh Mohammed, até ter sido detido no Paquistão em 2003. O líder prévio tinha sido Mohammed Atef, morto num bombardeio americano no Afeganistão em finais de 2001.

### A cadeia de comando

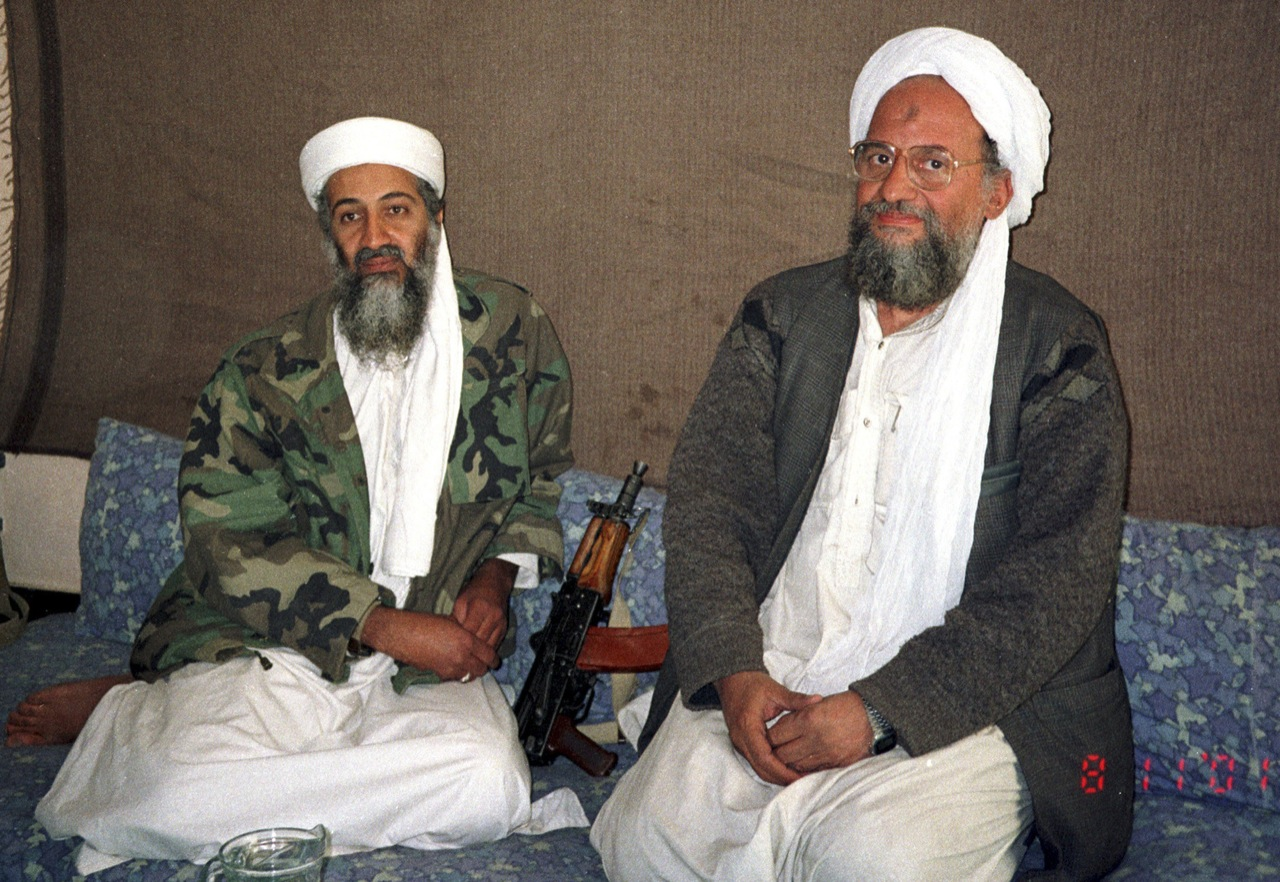
Osama bin Laden e Ayman al-Zawahiri, em 2001

Apesar da estrutura atual da Al-Qaeda ser desconhecida, as informações adquiridas principalmente do desertor Jamal al-Fadl deram às autoridades americanas um esboço cru de como o grupo estava organizado. Enquanto a veracidade das informações fornecidas por al-Fadl e a motivação para esta cooperação sejam controversas, as autoridades americanas baseiam muito de seu conhecimento atual sobre a Al-Qaeda em seu testemunho.
Bin Laden foi o Emir da Al-Qaeda (apesar de originalmente este papel ter sido de Abu Ayoub al-Iraqi), eleito por um conselho shura, que consiste em membros seniores da Al-Qaeda, que oficiais ocidentais estimam ser cerca de 20 a 30 pessoas. Após sua morte, em maio de 2011, depois de um ataque de comandos dos SEALs norte-americanos à sua mansão na cidade de Abbottabad, no Paquistão, no dia 16 de junho de 2011, em comunicado transmitido por vários sites jihadistas do mundo árabe na Internet, a organização informou que o médico e braço-direito de Bin-Laden, Ayman al-Zawahiri, passou a ser o novo líder da organização terrorista, como uma maneira de "honrar o legado de Bin-Laden".
- O Comitê Militar é responsável pelo treinamento, aquisição de armas e planos de ataque.
- O Comitê de Negócios e Dinheiro gerencia as operações de negócios. O escritório de viagens fornece passagens aéreas de passaportes falsos. O escritório de folha de pagamentos paga aos membros da Al-Qaeda e o escritório de gerenciamento toma conta de negócios no estrangeiro. De acordo com o Relatório da Comissão US 911, estima-se que a Al-Qaeda necessite de US$ 30 milhões por ano para conduzir suas operações.
- O Comitê Legislativo revê as leis Islâmicas e decide cursos de ação particulares conforme às leis.
- O Comitê de Estudos Islâmicos/Fatwah expede editos religiosos, tais como o editado em 1998, pedindo aos muçulmanos que matem americanos.
- No final da década de 1990, havia um Comitê de Imprensa publicamente conhecido, que administrava o jornal Nashrat al Akhbar (Newscast) e que fazia as relações públicas da organização. Hoje, assume-se que as operações de mídia da organização são conduzidas por setores internos da mesma.

### Revoltas políticas ou estruturas organizacionais terroristas: desconhecidas
Alguns especialistas em organizações dizem que a estrutura de rede da Al-Qaeda, opostamente a estrutura hierárquica organizacional é sua força primária. A estrutura descentralizada permite à Al-Qaeda ter uma base distribuída pelo mundo inteiro enquanto mantém um núcleo pequeno. Estima-se que 100 mil militantes islâmicos tenham recebido instruções nos campos de treinamento da Al-Qaeda desde sua intercepção, embora o grupo retenha somente um pequeno número de militantes sob ordens diretas. Estimativas raramente colocam sua mão de obra acima de 20 mil no mundo todo.[carece de fontes?]
Para suas operações mais complexas (como os ataques aos Estados Unidos em 11 de setembro de 2001), acredita-se que todos os participantes, planejamento e financiamento tenham sido diretamente providos pelo núcleo da organização Al-Qaeda. Mas, em muitos atentados ao redor do mundo onde parece haver uma conexão com a Al-Qaeda, seu papel preciso tem sido menos fácil de se definir. Ao invés de conduzir essas operações da concepção até a entrega, a Al-Qaeda, frequentemente, parece agir como uma rede de suporte internacional financeiro e logístico, canalizando o dinheiro obtido de uma rede de atividades de levantamento de fundos para financiar treinamento, capital e coordenação de grupos radicais locais. Em vários casos, é nesses grupos locais, somente frouxamente afiliados ao núcleo da Al-Qaeda, que os ataques são realmente conduzidos.[carece de fontes?]
As explosões de 2002 em Bali e as explosões subsequentes no Hotel Marriott em Jacarta em 2003 dão alguma pista da metodologia de descentralizada da Al-Qaeda: os ataques mostraram uma coordenação e efetividade muito maiores do que deve, historicamente, ter sido esperado de redes regionais de terroristas. Mas investigações policiais e julgamentos posteriores mostraram que, enquanto se acreditava que a Al-Qaeda ofereceu expertise e coordenação, muito do planejamento e do pessoal que conduziu os atentados veio de grupos islâmicos radicais locais.[carece de fontes?]
Sabe-se que a Al-Qaeda estabeleceu e estimulou novos grupos para ampliar os interesses de grupos radicais islâmicos em conflitos locais. Na verdade, o Talibã deve ser classificado nessa categoria: as raízes da organização estão nos estudantes radicais dos Madraçais fundados por Bin Laden nos campos de refugiados afegãos na época da ocupação russa.

### Tamanho da organização
A Al-Qaeda não tem uma estrutura clara e isto permite o debate sobre quantos membros compõem a organização, se são milhões espalhados por todo o globo ou se são até zero. De acordo com o documentário controverso da British Broadcasting Corporation, O Poder dos Pesadelos, a Al-Qaeda é tão fracamente unida que é difícil dizer se existe algo além de Osama bin Laden e de um pequeno grupo de íntimos associados. A falta de quaisquer números significativos de membros convictos da Al-Qaeda, apesar de um grande número de prisões sob a acusação de terrorismo, é citado no documentário como uma razão para se duvidar se uma entidade espalhada casa com a descrição da Al-Qaeda de alguma forma. Ainda, a extensão e a natureza da Al-Qaeda permanecem um tópico de discussão.
O próprio nome Al-Qaeda não parece ter sido usado pelo próprio Bin Laden para se referir a sua organização até depois dos ataques de 11 de setembro de 2001. Ataques anteriores atribuídos a Bin Laden e a Al-Qaeda eram, naquele tempo, reivindicados por organizações sob uma variedade de nomes. Bin Laden mesmo, desde então, tem atribuído o nome Al-Qaeda à base MAK no Paquistão, desde os dias da guerra do Afeganistão. Daniel Benjamin, em A Era do Terror Sagrado, cita um incidente no começo da década de 1990 onde um documento intitulado A Fundação, em árabe Al-Qa'eda, foi encontrado com um associado de Ramzi Youssef. Fawaz A. Gerges escreve que Apesar de, em 1987, o xeque Abdullah Azzam, o pai espiritual dos árabes Afegãos, ter plantado as sementes de uma organização trans-nacionalista chamada 'Al Qaeda al-Sulbah' (a Fundação Sólida), a rede de Bin Laden veio à luz muito depois, por volta da metade da década de 1990.
Outros líderes atribuídos à Al-Qaeda incluem:
- Saif al-Adel;[29]
- Sulaiman Abu Ghaith;
- Abu Hafiza;
- Abu Faraj al-Libbi (preso no Paquistão em 2005);[30]
- Abu Mohammed al-Masri;
- Khalid Sheikh Mohammed (capturado em Rawalpindi, Paquistão em 2003);[31]
- Thirwat Salah Shirhata;
- Abu Musab al-Zarqawi;
- Ayman al-Zawahiri;
- Abu Zubaydah (capturado em 2002).

### Ideologia
O movimento radical islâmico em geral e particularmente a Al-Qaeda se desenvolveram durante o renascimento islâmico das últimas três décadas do século XX, junto com outros movimentos menos extremistas.
Alguns argumentaram que "sem os escritos" do autor e pensador islâmico Sayyid Qutb, "Al-Qaeda não teria existido" Qutb pregava que, devido à falta da Sharia, ou Lei de Alá, o mundo muçulmano já não era muçulmano, tendo revertido para uma ignorância pré-islâmica conhecida como Jahiliyyah.
Para restaurar o Islã, ele citava que era necessário estabelecer um movimento de vanguarda de corretos muçulmanos para criar "verdadeiros estados islâmicos", implementar a Xaria, e livrar o mundo muçulmano de quaisquer influências não-muçulmanas, como os conceitos de Socialismo e Nacionalismo. Inimigos do Islã segundo Qutb incluíam "orientalistas traiçoeiros", "os judeus do mundo" que criavam "conspirações" e os "ímpios" dentro do Islã.

Nas palavras de Mohammed Jamal Khalifa, um amigo e cunhado de Bin Laden: 
"O Islã é diferente de qualquer outra religião, por ser um modo de vida. Nós [Khalifa e Bin Laden] estávamos tentando entender o que o Islã tem a dizer sobre a forma como comemos, com quem nos casar, como falamos. Lemos Sayyid Qutb. Ele foi o que mais afetou a nossa geração.".
Qutb teve uma influência ainda maior sobre o mentor de Bin Laden e outro membro dirigente da Al-Qaeda, Ayman al-Zawahiri. O tio de Zawahiri e patriarca da família materna, Mafouz Azzam, foi aluno de Qutb, depois advogado pessoal e, finalmente, executor de sua herança. Foi uma das últimas pessoas a ver Qutb antes de sua execução. 
"O jovem Ayman al-Zawahiri ouviu dezenas de vezes o seu amado tio Mahfouz falar sobre a pureza do caráter de Qutb e o tormento que ele tinha sofrido na prisão". 
Anos depois Zawahiri homenageou Qutb em sua obra Knights under the Prophet's Banner.
Uma das ideias mais controvertidas e poderosas de Qutb era que muitos diziam ser muçulmanos, mas na verdade não eram. Em vez disso, eles eram apóstatas. Isto não só deu aos jihadistas "uma lacuna jurídica em torno da proibição de matar outro muçulmano", mas fez disso uma "obrigação religiosa para ser executada" nesses muçulmanos autoproclamados. Estes apóstatas incluíam líderes de países muçulmanos, uma vez que estes não impunham a lei da Sharia.

## História

### Jihad afegã
A Al-Qaeda teve seu embrião na Maktab al-Khadamat (MAK), uma organização formada por Mujahidin que lutavam para instalar um estado islâmico durante a Guerra soviética no Afeganistão nos anos 1980. A organização foi inicialmente financiada pela CIA. Osama bin Laden foi um dos fundadores da MAK, juntamente com o militante palestino Abdullah Yusuf Azzam. O papel da MAK era angariar fundos de tantas fontes quanto possível (incluindo doações de todo o Oriente Médio), para treinar pessoas de todo o mundo para a guerra de guerrilha e para transportar os combatentes para o Afeganistão. A MAK foi custeada em sua maioria com doações de milionários islâmicos, mas também foi abertamente auxiliada pelos governos do Paquistão e Arábia Saudita, e indiretamente pelos Estados Unidos, que direcionou grande parte de seu apoio através do serviço de inteligência paquistanês ISI (sigla para Inter-Services Intelligence). Durante a segunda metade dos anos 1980 a MAK era um grupamento relativamente pequeno no Afeganistão, sem combatentes afiliados, apenas concentrando suas atividades no levantamento de fundos, logística, habitação, educação, auxílio a refugiados, recrutamento e financiamento de outros Mujahidin. Em 1988, Osama bin Laden, juntamente com alguns ex-integrantes do MAK, fundou a Al-Qaeda.
Depois de uma longa e cara guerra que durou nove anos, a União Soviética retirou suas tropas do Afeganistão em 1989. O governo socialista afegão de Mohammed Najibullah foi rapidamente destituído em favor de partidários dos Mujahidin. Com a falta de acordo dos Mujahidin na escolha de uma estrutura governamental, sua anarquia sofreu as consequências de constantes mudanças no controle de territórios problemáticos, sucumbindo sob alianças insurgentes e discórdias entre líderes regionais.

### Ultrapassando os limites do Afeganistão
Perto do fim da guerra afegã-soviética, alguns Mujahidins quiseram expandir suas operações para incluir alguns esforços islâmicos em outras partes do mundo.[carece de fontes?] Algumas organizações sobrepostas e inter-relacionadas foram formadas para suportar estas aspirações.
Uma dessas organizações seria eventualmente chamada Al-Qaeda, fundada por Osama bin Laden em 1988. Bin Laden quis estender o conflito para operações não-militares em outras partes do mundo;[carece de fontes?] Azzam, por outro lado, quis manter-se focado em campanhas militares.[carece de fontes?] Após o assassinato de Azzan em 1989, a MAK dividiu-se, com um número significante de membros se juntando à organização de Bin Laden.

### Guerra do Golfo: o início da inimizade com os Estados Unidos
Seguindo a retirada soviética do Afeganistão, Osama bin Laden retorna para a Arábia Saudita. A invasão iraquiana no Kuwait em 1990 pôs em risco o comando da Casa de Saud pelos sauditas, tanto por dissidentes internos quanto pela iminente possibilidade de um futuro expansionismo iraquiano. Face à maciça presença militar iraquiana, os sauditas eram bem armados, porém defasados em número. Bin Laden ofereceu os serviços de seus Mujahidin ao Rei Fahd para proteger a Arábia Saudita do exército iraquiano. Mas do ponto de vista estratégico, a Arábia Saudita era a única ligação terrestre possível para forças internacionais inibirem uma invasão iraquiana e expulsarem os iraquianos do Kuwait.
Depois de muita deliberação, o rei saudita recusou a oferta de Bin Laden e optou por deixar os Estados Unidos e as tropas aliadas montarem acampamento em seu país. Bin Laden considerou a decisão um ultraje. Ele acreditava que a presença de estrangeiros na terra das duas mesquitas (Meca e Medina) profanaria solo sagrado. Depois de criticar publicamente o governo saudita por acolher o exército estadunidense, Bin Laden foi exilado e teve sua cidadania saudita revogada.

### Sudão
Em 1991, a Frente Nacional Islâmica do Sudão, um grupo islâmico que tinha ganho poder recentemente, após o golpe militar liderado pelo coronel Omar al-Bashir, convidou a Al-Qaeda à deslocar suas operações para dentro de seu país. Por vários anos, a Al-Qaeda gerenciou vários negócios (incluindo negócios de importação/exportação, fazendas, e empresas de construção) no que pode ser considerado um período de consolidação financeira. O grupo foi responsável pela construção de uma grande auto-estrada de 1,2 mil km conectando a capital Cartum ao Porto do Sudão. Mas também gerenciou alguns campos onde aspirantes foram treinados ao uso de armas de fogos e explosivos.
O rompimento decisivo de Bin Laden, contra a família Saudita, ocorreu em 1993, quando a Arábia Saudita deu apoio ao Acordos de paz de Oslo, que definiu um caminho para a paz entre Israel e os Palestinos.
Zawahiri e o Egyptian Islamic Jihad, que serviam como o núcleo da Al-Qaeda, mas também envolvidas em operações separadas contra o governo egípcio, tiveram azar no Sudão. Em 1993, uma jovem estudante foi morta em uma tentativa mal-sucedida da Egyptian Islamic Jihad contra a vida do primeiro-ministro egípcio, Atef Sedki. A opinião pública egípcia voltou-se contra os atentados islâmicos, e a polícia prendeu 280 membros da Al-Jihad e executou seis.
Devido as críticas contínuas de Bin Laden contra o Rei Fahd da Arábia Saudita, em 5 de março de 1994 Fahd enviou um emissário ao Sudão exigindo o passaporte de Bin Laden; a cidadania saudita de Bin Laden também foi revogada. Sua família foi convencida a cortar seu salário mensal, de US$ 7 milhões (11 milhões de dólares hoje) por ano, e seus bens sauditas foram congelados. Sua família publicamente o deserdou. Há controvérsia sobre se e em que medida ele continuou a angariar o apoio dos membros de sua família e/ou do governo saudita.
Em 1996, Osama bin Laden foi convidado a se retirar do Sudão depois que o Egito e os Estados Unidos pressionaram para a sua expulsão, citando possíveis ligações dele com a tentativa de assassinato ao Presidente Hosni Mubarak do Egito durante sua visita em Adis Abeba. Há uma controvérsia sobre se o Sudão ofereceu entregar Bin Laden para os Estados Unidos antes de sua expulsão. O governo sudanês nunca fez realmente esta oferta, mas estava preparado para entregá-lo à Arábia Saudita, que se recusou a recebê-lo.
Osama bin Laden deixou finalmente o Sudão em uma operação bem planejada e executada, acompanhado por cerca de 200 de seus seguidores e suas famílias, que viajaram diretamente para Jalalabad no Afeganistão no final do ano de 1996.

### Bósnia e Herzegovina
A separação da Bósnia da multicultural federação da Iugoslávia e a subsequente declaração da independência da Bósnia e Herzegovina em outubro de 1991, abriu um novo conflito étnico e quase religioso no coração da Europa.
Na Bósnia e Herzegovina havia várias etnias diferentes com uma maioria nominal muçulmana, mas com números significantes de outras etnias, como a Sérvia, que é Cristã Ortodoxa e a Croácia, que é Católica Romana, distribuídas pelo seu território. Ela se constituía em um grande porém fraco componente militar da antiga Iugoslávia, e a desintegração Iugoslava acabou deixando alguns sérvios e croatas dentro da Bósnia, suportados pelos seus estados adjacentes emergentes, engajados em um conflito triplo contra a porção Bósnia dominada.
Veteranos árabes radicais da guerra contra os soviéticos no Afeganistão buscavam na Bósnia uma nova oportunidade de defender o Islã. Cercados em duas frentes e aparentemente abandonados pelo oeste, o regime bósnio ansiava aceitar qualquer ajuda que pudesse conseguir, militar ou financeira, incluindo a vinda de várias organizações islâmicas, sendo a Al-Qaeda uma delas.
Vários associados a Osama bin Laden (mais notadamente, o saudita Khalid bin Udah bin Muhammad al-Harbi, vulgo Abu Sulaiman al-Makki) se juntaram ao conflito na Bósnia, mas enquanto a Al-Qaeda deve ter visto inicialmente a Bósnia como uma possível ponte, que lhe permitiria a radicalização dos europeus muçulmanos, para operações contra outros estados europeus e os Estados Unidos, a Bósnia deve ter sido secularizada por gerações e seu interesse em lutar estava amplamente limitado em assegurar a sobrevivência do estado nascente.

O Mujahidin da Bósnia (que compreendia amplamente os veteranos árabes de guerra Afegã e não necessariamente os membros da Al-Qaeda) eram operados como uma ampla força autônoma dentro da Bósnia central. Enquanto sua bravura no combate inicialmente atraiu um pequeno número de bósnios nativos para que se juntassem a eles, sua brutalidade e o crescente número de atrocidades cometidas contra civis chocaram muitos bósnios nativos e repeliram novos recrutas. Ao mesmo tempo, suas tentativas vigorosas em islamizar a população local com regras sobre indumentária e comportamentos apropriados foram amplamente repudiadas e desconsideradas. Em seu livro O Jihad da Al-Qaida na Europa: a ligação Afeganistão-Bósnia, Evan Kohlmann resume: 
"Apesar dos esforços vigorosos para ‘islamizar’ a população muçulmana da Bósnia, os nativos não podiam ser convencidos de abandonar os porcos, o álcool e manifestações públicas de afeto. As mulheres bósnias persistentemente se recusaram a usar o hijab ou seguir os outros mandamentos para o comportamento feminino, prescritos pelo extremo fundamentalismo islâmico".
A assinatura do Acordo de Washington, em março de 1994, pôs fim ao conflito Bósnia-Croácia. Enquanto isto o Mujahidin da Bósnia continuou a lutar contra os sérvios, o Acordo de Paz de Dayton de novembro de 1995 acabou com aquele conflito e fez com que os lutadores estrangeiros debandassem e deixassem o país, ficando a ajuda condicionada a isto. Com o apoio do governo da Bósnia, forças da OTAN entraram efetivamente em ação para fechar suas bases e deportá-los. A um número limitado de antigos Mujahidin, que tinham ou casado com nativas da Bósnia, ou que não puderam achar um país para o qual pudesse ir, foi permitido ficar na Bósnia e eles foram agraciados com a cidadania bósnia. Mas com o fim da guerra na Bósnia, muitos veteranos comprometidos e endurecidos pela batalha já haviam retornado a territórios familiares.[carece de fontes?]

### Retorno ao Afeganistão
Após a retirada soviética, o Afeganistão esteve efetivamente sem governo por sete anos, e sofreu com lutas internas constantes entre os antigos aliados, os vários grupos Mujahidin e seus líderes.[carece de fontes?]
Durante toda década de 1990, uma nova força começou a surgir. As origens do Talibã (literalmente "estudantes") estão em crianças afegãs, muitas delas órfãs de guerra e muitas que haviam sido educadas na rede de escolas islâmicas que expandiu rapidamente (os Madraçais) tanto em Candaar quanto em campos de refugiados na fronteira entre Afeganistão e Paquistão.
De acordo com o livro bem referenciado de Ahmad Rashid, Talibã, cinco líderes do Talibã se formaram em um único Madraçal, Darul Uloom Haqqania, Akora Khattak, perto de Peshawar que está situada no Paquistão, mas que era amplamente frequentada por refugiados afegãos. Esta instituição refletia a crença Salafi em seus ensinamentos e muito de seu financiamento veio de doações privadas de árabes ricos, para os quais Bin Laden oferecia continuidade. Quatro outras figuras de liderança (incluindo o líder Talibã perseguido Mullah Mohammed Omar Mujahed) frequentaram um Madraçal que possuía fundos similares e influenciaram o homólogo em Candaar, Afeganistão.
Os laços entre os árabes afegãos e o Talibã eram profundos. Muitos dos Mujahidin que mais tarde se juntaram ao Talibã lutaram ao lado do guerrilheiro afegão Mohammad Nabi no grupamento de Mohammadi Harkat i Inqilabi na mesma época da invasão russa. Este grupamento também se beneficiou da lealdade de muitos lutadores árabes afegãos.
Os conflitos internos contínuos entre as várias facções e a falta de leis, que se estabeleceu após a retirada soviética, permitiram que o crescente e bem-disciplinado Talibã expandisse seu controle pelo território afegão, e assim eles estabeleceram um subterritório o qual chamaram Emirado Islâmico do Afeganistão. Em 1994, conquistaram o centro regional de Candaar e conseguiram rápidos avanços territoriais logo após, vindo a conquistar a capital Cabul em setembro de 1996.
Após o Sudão deixar claro, naquele ano, que Bin Laden e o seu grupo não era mais bem-vindo, o Afeganistão controlado pelo Talibã (com conexões pré-estabelecidas entre os grupos, uma maneira similar de encarar as relações mundiais e amplamente isolado da influência política e militar dos Estados Unidos) garantia uma localização perfeita para o quartel-general da Al Qaeda.
Cerca de duzentos seguidores de Bin Laden e suas famílias partiram de Cartum para Jalalabade por volta de 1996. Logo em seguida a Al-Qaeda gozou da proteção do Talibã e uma certa legitimidade por parte de seu Ministério da Defesa, apesar de somente o Paquistão, a Arábia Saudita e os Emirados Árabes Unidos reconheceram o Talibã como o legítimo governo do Afeganistão.
Os campos de treinamento da Al-Qaeda no Afeganistão e na fronteira com o Paquistão podem ter treinado militantes muçulmanos do mundo todo. Apesar da percepção de algumas pessoas, os membros da Al-Qaeda são etnicamente diversos e estão conectados pela sua versão radical do Islã.
Uma rede sempre crescente de apoiadores usufruía desta forma de refúgio seguro no Afeganistão controlado pelo Talibã, até o grupo ter sido derrotado por uma combinação de forças locais e tropas norte-americanas em 2001.

### Início das operações militares contra civis
Em 23 de fevereiro de 1998, Osama bin Laden e Ayman al-Zawahiri do Jihad Islâmico do Egito instituíram a Fatwa sobre a bandeira da Frente Islâmica Mundial pela Jihad contra os Judeus e os Cruzados dizendo que "matar americanos e seus aliados, civis e militares é um dever individual de todo o muçulmano capaz de fazê-lo". Apesar de nenhum dos dois possuírem credenciais islâmicas, educação ou estatura para instituírem uma Fatwa de qualquer tipo, isto parece ter sido desconsiderado no entusiasmo do momento. Este também foi o ano do primeiro ataque de grande porte atribuído à Al-Qaeda: o bombardeio à Embaixada dos Estados Unidos (1998) na África do Leste, resultando em um total de trezentos mortos. Em 1999, o Jihad Islâmico do Egito uniu-se oficialmente à Al-Qaeda, e al-Zawahiri se tornou um confidente íntimo de Bin Laden.

### Ataques de 11 de setembro

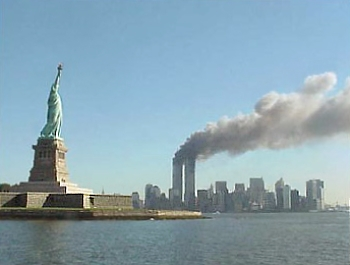
Os ataques de 11 de Setembro ao World Trade Center, os mais mortíferos da Al-Qaeda

Em 11 de setembro de 2001, dois aviões de passageiros atingiram deliberadamente os edifícios do World Trade Center, um terceiro o Pentágono e o quarto, que teria como alvo o edifício do Congresso, despenhou-se num campo na Pensilvânia. Os alvos inicialmente pensados eram centrais nucleares, mas a ideia foi abandonada por se recear que tal tipo de ataque ficasse "fora de controle".
Após os ataques atribuídos e mais tarde reivindicados pela Al-Qaeda, os Estados Unidos começaram a constituir forças militares e a se preparar para atacar o Afeganistão (cujo governo protegia a organização de Bin Laden) como resposta. Nas semanas que precederam a invasão dos norte-americanos, o governo do Afeganistão pelo Talibã ofereceu por duas vezes entregar Bin Laden para um país neutro no qual fosse julgado, com a condição que os Estados Unidos provassem a culpa de Bin Laden nos ataques. Os Estados Unidos, entretanto, se recusaram e logo depois invadiram o Afeganistão, e, junto com a Aliança Afegã do Norte, depuseram o governo Talibã.
Como resultado desta invasão, os campos de treinamento do Talibã foram destruídos e muito da estrutura de operação atribuída à Al-Qaeda foi desmantelada, apesar da forte resistência que permaneceu no país e do fato de seus líderes principais, incluindo Bin Laden, não tenham sido capturados. O governo norte-americano agora afirma que dois terços dos principais líderes de toda Al-Qaeda de 2001 estão sob sua custódia (incluindo Ramzi bin al-Shibh, Khalid Sheikh Mohammed, Abu Zubaydah, Saif al Islam el Masry, e Abd al-Rahim al-Nashiri) ou mortos (incluindo Mohammed Atef), apesar de alertar que a organização ainda existe e batalhas entre as forças dos Estados Unidos e o Talibã ainda continuam.
Em 2011, quase 10 anos após atentados de 11 de setembro, o então líder do grupo Osama bin Laden foi baleado em seu esconderijo no Paquistão durante uma operação realizada por militares americanos da SEAL Team Six chamada Operação Lança de Netuno, que concluiu com sucesso a missão que resultou na morte do terrorista no dia 2 de maio. Quatro dias depois, ainda com tantas teorias e dúvidas sobre a veracidade da morte do líder do grupo, os próprios membros da Al-Qaeda confirmaram a morte de seu líder.

### Atividade no Iraque
Osama bin Laden primeiro se interessou pelo Iraque quando este país invadiu o Kuwait em 1990; fato que levantou preocupações sobre o governo secular e socialista iraquiano, incluir em seu alvo a Arábia Saudita, pátria de Bin Laden e do próprio Islã. Em uma carta enviada ao Rei Fahd da Arábia Saudita, Bin Laden ofereceu mandar um exército de Mujahidin para defender a Arábia Saudita.
Durante a Guerra do Golfo, os interesses da organização se dividiram entre a rebeldia contra a intervenção das Nações Unidas na região e o ódio ao governo secular de Saddam Hussein, expressões de preocupação pelo sofrimento no qual o povo islâmico no Iraque vinha passando.
Bin Laden se referia à Saddam Hussein (e aos Baatistas) como o Mal (adorador do Demônio ou Capeta) em seus discursos, gravando e escrevendo pronunciamentos, pedindo ao povo do Iraque que o depusesse.
Durante a invasão do Iraque de 2003, a Al-Qaeda teve um interesse formal maior na região, estando dito que foi a responsável por organizar e ajudar ativamente a resistência local das forças de coalizão de ocupação e a democracia emergente. Durante as eleições iraquianas em janeiro de 2005 a Al-Qaeda se responsabilizou por nove ataques suicidas em Bagdá, capital daquele país.
Abu Musab al-Zarqawi, fundador da Jama'at al-Tawhid wal-Jihad e suposto aliado da Al-Qaeda, se juntou formalmente à Al-Qaeda em 17 de outubro de 2004. A organização começou a adotar o nome de "Al-Qaeda na Terra entre os dois Rios: Iraque", ao invés do antigo nome "Jama'at al-Tawhid wal-Jihad". Na fusão al-Zarqawi declarou lealdade à Osama bin Laden.

### Papéis do Harmonia
Documentos resgatados da Al-Qaeda tornaram-se públicos recentemente, saindo do banco de dados Harmony e viraram assunto de um estudo publicado pelo Ponto Oeste intitulado Harmonia e Desarmonia: Explorando as Vulnerabilidades Organizacionais da Al-Qaeda. (ver link nas ligações externas). Estes papéis nos fornecem uma visão interessante da história do movimento, sua organização estrutural, as tensões entre os líderes e as lições aprendidas.
Um escritor da Al-Qaeda concluiu que uma das lições aprendidas é como a influência do pensamento secular Baatista distorce a mensagem do Jihad. Ele aconselha o movimento a não permitir que a mensagem do Jihad seja influenciada pela mensagem Baati iraquiana. (ver página 79 do documento citado acima).

## Atividades do grupo

### Incidentes atribuídos e/ou assumidos pela Al-Qaeda

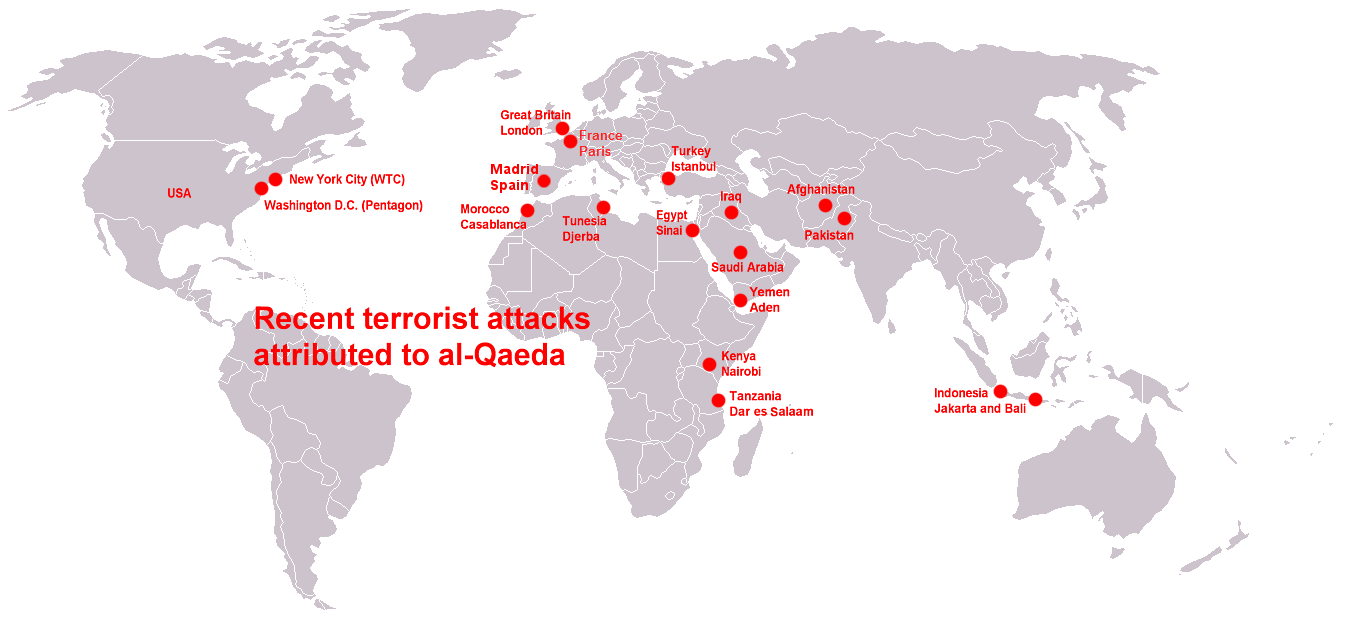
Mapa dos ataques mundiais atribuídos à Al-Qaeda

O primeiro atentado militante que a Al-Qaeda realizou, consistiu em três bombas em hotéis onde tropas americanas tinham estado, pouco antes, hospedadas em Aden, Yemen, em 29 de dezembro de 1992. Dois turistas, um do Yemen e outro da Áustria morreram neste atentado. Bin Laden responsabilizou-se pelo ataque mais tarde, em 1998.
Segundo algumas fontes, houve envolvimento da Al-Qaeda no abate de dois helicópteros norte-americanos e na morte de 18 norte-americanos em serviço na Somália em 1993. (ver Batalha de Mogadishu).
Ramzi Yousef, que estava envolvido no atentado de 1993 ao World Trade Center (apesar de provavelmente não ser um membro da Al-Qaeda naquela época) e Khalid Sheikh Mohammed planejaram a Operação Bojinka, que visava destruir aeronaves em voo no meio do Oceano Pacífico usando explosivos. Um incêndio em um apartamento em Manila, Filipinas revelou o plano antes que ele pudesse ser implementado. Youssef foi preso, mas Mohammed escapou à captura até 2003.[carece de fontes?]
A Al-Qaeda é frequentemente citada como suspeita de haver cometido dois atentados na Arábia Saudita em 1995 e 1996: as bombas colocadas em acampamentos norte-americanos em Riad em novembro de 1995, mataram duas pessoas da Índia e cinco norte-americanos, e outro atentado às Torres Khobar, em Junho de 1996, que mataram pessoal militar americano em Dhahran na Arábia Saudita. Entretanto, estes atentados são também frequentemente atribuídos ao Hizbullah.[carece de fontes?]
Acredita-se que a Al-Qaeda conduziu o atentado à embaixadas Norte Americanas de 1998 em agosto de 1998 em Nairobi no Quênia, e em Dar es Salaam na Tanzânia, matando mais de duzentas pessoas e ferindo mais de cinco mil outras.[carece de fontes?]
Entre dezembro de 1999 até 2000, a Al-Qaeda fez os Planos de Atentados do Milênio 2000 contra os Estados Unidos e turistas israelenses que visitavam a Jordânia para as comemorações do Milênio; entretanto, as autoridades jordanianas impediram os atentados planejados e levaram 28 suspeitos à julgamento. Parte desta trama incluiu bombas planejadas ao Aeroporto Internacional de Los Angeles. Estes planos fracassaram quando o homem-bomba Ahmed Ressam foi pego na fronteira dos Estados Unidos com o Canadá com explosivos no porta-malas de seu carro. A Al-Qaeda também planejou atacar os USS Sullivans (DDG-68) em 31 de janeiro de 2000, mas os esforços não foram bem-sucedidos devido ao peso excessivo colocado em pequeno barco que iria bombardear o navio.[carece de fontes?]
Apesar do revés com o USS Sullivans, a Al-Qaeda teve sucesso em explodir uma esquadra americana em outubro de 2000 com o atentado ao USS Cole. A polícia alemã frustrou o esquema de destruir a Catedral de Estrasburgo em Strasbourg na França, em dezembro de 2000.[carece de fontes?]
O ato mais destrutivo atribuído à Al-Qaeda foi uma série de atentados aos Estados Unidos, os ataques de 11 de setembro de 2001, que provocaram cerca de 3 mil mortos. Várias tentativas de atentados e atentados concretos desde 11 de setembro de 2001 foram atribuídos à Al-Qaeda. O primeiro foi o esquema para atacar a Embaixada de Paris, que foi descoberto. O segundo diz respeito a uma tentativa de atentado de um homem com um calçado bomba, Richard Reid, que se autoproclamou um seguidor de Osama bin Laden e quase destruiu o voo 63 da American Airlines.[carece de fontes?]
A Al-Qaeda tem ligações fortes com várias outras organizações militantes, incluindo grupos extremistas Uigures chineses, Jemaah Islamiyah, Este grupo foi o responsável pelo Atentado de Bali em outubro de 2002 e aos atentados de 2005 em Bali.[carece de fontes?]
Apesar de não haver atentados identificados da Al-Qaeda dentro do território dos Estados Unidos desde os atentados de 11 de setembro de 2001, vários atentados da Al-Qaeda no Oriente Médio, Extremo Oriente, África e Europa causaram casualidades e tumultos extensivos.
Durante a hora de ponta da manhã de 11 de março de 2004, dez explosões ocorreram em quatro trens de Madrid, três dias antes das eleições gerais espanholas. As explosões foram causadas por mochilas carregadas com Goma-2 ECO, habitualmente usado em pedreiras. Todas as explosões ocorreram entre as 07h36 e 07h40 na linha ferroviária que liga a estação de Alcalá de Henares à estação de Atocha. As explosões mataram 193 pessoas e feriram 2 050. Os atentados foram inicialmente atribuídos à ETA e mais tarde a uma célula jihadista da al Qaeda. Um grupo jihadista, as Brigadas de Abu Hafs Al Masri , reivindicou o atentado em nome da Al Qaeda. Em 14 de março de 2004, Abu Dujana al-Afghani, alegado porta-voz da Al-Qaeda na Europa, reclamou a responsabilidade pelos ataques numa cassete de vídeo. Em Agosto de 2007, a Al-Qaeda declarou-se orgulhosa dos atentados de Madrid.
Também se acredita que a Al-Qaeda esteja envolvida nas explosões de 7 de julho de 2005 em Londres, uma série de atentados no trânsito urbano em Londres que mataram 56 pessoas (ver Mohammad Sidique Khan). Um grupo previamente desconhecido denominado "A Organização Secreta da Al-Qaeda na Europa" fez uma declaração se responsabilizando. Entretanto, a autenticidade desta declaração e a ligação do grupo com a Al-Qaeda não foi identificada de maneira independente. Os suspeitos criminosos não estão definitivamente ligados à Al-Qaeda, apesar do conteúdo de um vídeo feito por um dos homens bomba Mohammad Sidique Khan antes de sua morte e em seguida enviado à Al Jazeera lhe dão fortes credenciais à conexão com a Al-Qaeda. Um grupo aparentemente desconecto conseguiu refazer este atentado mais tarde naquele mês, mas suas bombas falharam em detonar.
Suspeita-se que a Al-Qaeda esteja envolvida com os Atentados de Sharm el-Sheikh em 2005 no Egito. Em 23 de julho de 2005, uma série de carros bombas mataram cerca de 90 pessoas e feriram mais de 150. O atentado foi a ação terrorista mais violenta na história do Egito.
Suspeita-se também que a Al-Qaeda seja responsável pelos três atentados simultâneos em 9 de novembro de 2005 em Amman na Jordânia que ocorreram em hotéis norte-americanos. As explosões mataram pelo menos 57 e feriram 120 pessoas. A maioria dos feridos e mortos estavam em uma festa de casamento no Hotel Radisson.
A Al-Qaeda reivindicou a responsabilidade pelo atentado à bomba contra a embaixada dinamarquesa no Paquistão em 2 de junho de 2008, que provocou seis mortos. Mustafa Abu al-Yazid, um membro de alto nível da organização, declarou que o atentado foi uma resposta à publicação dos cartoons de Maomé em 2005.
Em 7 de janeiro de 2015, dois irmãos, Saïd e Chérif Kouachi, forçaram a entrada nos escritórios do semanário satírico francês Charlie Hebdo, em Paris. Fortemente armados, mataram 12 pessoas e feriram outras 11. Os irmãos identificaram-se como pertencentes ao grupo terrorista islâmico Al Qaeda, que assumiu a responsabilidade pelo ataque. Seguiram-se vários ataques relacionados na região de Île-de-France em 7 e 9 de janeiro, incluindo o cerco a um supermercado kosher, onde um terrorista manteve 19 reféns, dos quais assassinou quatro judeus.
Em 2 de fevereiro de 2020, a Al-Qaeda na Península Arábica reivindicou a responsabilidade do ataque dum militar saudita de 6 de dezembro de 2019 na Estação Aeronaval de Pensacola, nos EUA, que provocou três mortos e oito feridos.
Outros atentados atribuídos ou reivindicados pela Al-Qaeda e seus afiliados incluem:
- O esquema para atacar as embaixadas de Singapura;
- O sequestro e assassinato do repórter Daniel Pearl do Wall Street Journal e várias explosões no Paquistão;
- O atentado à sinagoga de El Ghriba em Djerba na Tunísia, que matou 21 pessoas;
- Ataques frustrados às esquadras ocidentais no Estreito de Gibraltar;
- O atentado ao tanque Limburg;
- Um carro bomba em Mombasa no Quênia e a tentativa de abater um avião israelense em novembro de 2002;
- As explosões compostas em Riyadh em maio de 2003 e outros atentados da Insurgência da Arábia Saudita;
- As explosões de Istambul em Istambul na Turquia no ano de 2003.

### Atuação no Brasil
Em 2009 a Polícia Federal do Brasil, em uma investigação conjunta com a CIA e o FBI, descobriu um integrante da organização que era um dos chefes do braço propagandístico da Al Qaeda; um libanês que coordenava extremistas em dezessete países e dava suporte logístico às operações da organização.
Em dezembro de 2021, o Departamento de Tesouro e o Departamento de Estado dos Estados Unidos designaram três nomes a lista de Terrorista Global Especialmente Designado (SDGT) e a Lista de Nacionais Especialmente Designados e Pessoas Bloqueadas (SDN). De acordo com o Departamento de Tesouro, eles teriam entrado no país entre 2015 e 2018, e teriam contribuído material ou financeiramente, através de suas empresas, na atividade do grupo terrorista pelo mundo.
A sanção foi aplicada a três cidadãos do Egito (dos quais dois possuem dupla cidadania, um do Líbano e um da Síria). Suas empresas também foram incluídas através da Ordem Executiva 13224, emitida por George W. Bush. Apesar de terem entrado no país recentemente, dois integrantes foram incluídos na lista entre 2001 e 2019.

### Atividades na Internet
No início de sua retirada do Afeganistão, a Al-Qaeda e seus sucessores devem ter migrado em fila para escapar da detenção em uma atmosfera de vigilância internacional crescente. Como resultado deste processo o uso da Internet pela organização ficou mais sofisticado, abrangendo financiamento, recrutamento, contatos, mobilização, publicidade, tanto quanto disseminação da informação, união e compartilhamento. Mais que qualquer outra organização terrorista, a Al-Qaeda elegeu a Web para estes propósitos. Por exemplo, Abu Musab al-Zarqawi do movimento da Al-Qaeda no Iraque regularmente solta vídeos curtos glorificando as atividades dos homens bomba suicidas do jihadista. A crescente variedade de conteúdos multimídia inclui clipes de treinamento terrorista, fotografias de vítimas que logo serão assassinadas, testemunhos de homens bomba suicidas e vídeos épicos com altos valores de produção que romanceiam a participação no jihad através de retratos estilizados de mesquitas e emocionantes partituras musicais. Uma página da internet associada à Al-Qaeda, por exemplo, mostrava um vídeo de um homem chamado Nick Berg sendo decapitado no Iraque. Outros vídeos e fotos de decapitação, incluindo aqueles do sequestro de Paul Johnson, Kim Sun-il, e Daniel Pearl, foram colocados primeiro em páginas jihadistas.
Com o surgimento dos terroristas "com raízes locais e inspirados globalmente", especialistas em contraterrorismo estão sempre estudando como a Al-Qaeda está usando a Internet – através de websites, salas de discussão, fóruns de discussão, mensagens instantâneas, e tudo mais – para inspirar uma rede mundial de apoio. Os homens bomba de 7 de julho de 2005, alguns dos quais estavam bem integrados em suas comunidades locais, são um exemplo de terroristas "globalmente inspirados" e eles usaram noticiadamente a Internet para planejar e coordenar, mas o papel preciso da Internet no processo de radicalização não é completamente compreendido. Um grupo chamado a Organização Secreta da Al-Qaeda na Europa reivindicou a responsabilidade dos atentados londrinos em uma página militante islamista – outro uso popular da Internet por terroristas buscando publicidade.
A oportunidade de publicidade oferecida pela Internet tem sido particularmente explorada pela Al-Qaeda. Em dezembro de 2004, por exemplo, Bin Laden lançou uma mensagem de áudio diretamente em uma página da Web, ao invés de mandar uma cópia para a al Jazeera como ele havia feito no passado. Alguns analistas especularam que ele fez isto para ter certeza que o vídeo estaria disponível sem edição, sem medo de que sua crítica à Arábia Saudita — que era muito mais veemente que o usual em seu discurso, pois durou mais de uma hora — pudesse ser editada pelos editores da al Jazeera preocupados em ofender a emotiva Família real saudita.
No passado, a Alneda.com e a Jehad.net eram talvez os sites mais significantes da Al-Qaeda. Alneda.com foi inicialmente desmontada por americanos, mas os operadores resistiram mudando o site para vários servidores e mudando estrategicamente seu conteúdo. Os EUA estão atualmente tentando extraditar um especialista em IT, Babar Ahmad, do Reino Unido, que é o criador de vários websites de língua inglesa da Al-Qaeda tais como Azzam.com. Várias organizações muçulmanas inglesas, tais como a Associação Muçulmana da Bretanha, se opõem à extradição de Babar Ahmad.
Finalmente, em uma apresentação para analistas de terrorismo dos EUA em meados de 2005, Dennis Pluchinsky chamou o movimento jihadista de "Web-direcionado", e o ex-diretor da CIA, John E. McLaughlin também disse que ele é agora primariamente direcionado pela "ideologia e pela Internet."

## Financiamento
Na década de 1990, o financiamento da Al-Qaeda veio em parte da riqueza pessoal de Osama bin Laden. Outras fontes de renda incluíram o comércio de heroína e doações de apoiantes no Kuwait, Arábia Saudita e outros estados islâmicos do Golfo. Um telegrama interno do governo americano divulgado pelo WikiLeaks declarava que "o financiamento do terrorismo, proveniente da Arábia Saudita, continua sendo uma preocupação séria".

## Críticas e controvérsias
Jornalistas, escritores, políticos, agentes de serviços de inteligência e documentários questionavam, desde 2003, a real ameaça representada pela Al-Qaeda, bem como sua origem, sua natureza e até mesmo a sua existência.[ligação inativa]

Em maio de 2003, o presidente da Síria, Bashar al-Assad, afirmou duvidar da existência da rede terrorista e classificou a forma como a mesma era apresentada como desprovida de lógica. A declaração ocorreu em meio a um conflito diplomático com os Estados Unidos, no contexto da Guerra do Iraque, que acusara a Síria de financiar membros da Al-Qaeda. A Associated Press disse à época que 
"tal especulação é corriqueira no mundo árabe, que afirma que os Estados Unidos fabricaram ou exageraram na ameaça da Al-Qaeda e transformaram os muçulmanos em um perigo".[ligação inativa]
Em 10 de janeiro de 2004, o Jornal O Globo publicou uma entrevista com o jornalista e pesquisador francês Richard Labévière, editor-chefe da revista Défense do Instituto de Altos Estudos de Defesa Nacional da França e autor do livro Nos Bastidores do Terror, sob o título: A al-Qaeda não existe. Labévière disse que antes dos atentados de 11 de setembro de 2001 o termo não era utilizado por organizações internacionais, governos ou serviços de inteligência, a exceção do serviço inglês, que o utilizava para se referir a afegãos-árabes e ativistas salafistas. Também afirmou que certamente a expressão foi utilizada por Bin Laden e os membros da sua organização, mas que esta "não tem nada da organização tentacular e planetária que a imprensa quer nos vender". Em artigo publicado pelo Observatório da Imprensa, em apoio à entrevista de Labévière, Ivo Lucchesi criticou a cobertura da imprensa sobre a rede terrorista, afirmando ainda que percebe-se "crescentemente no Brasil a ideia equivocada de que a verdade sobre as coisas do mundo passa obrigatoriamente pela autenticação da esfera midiática".

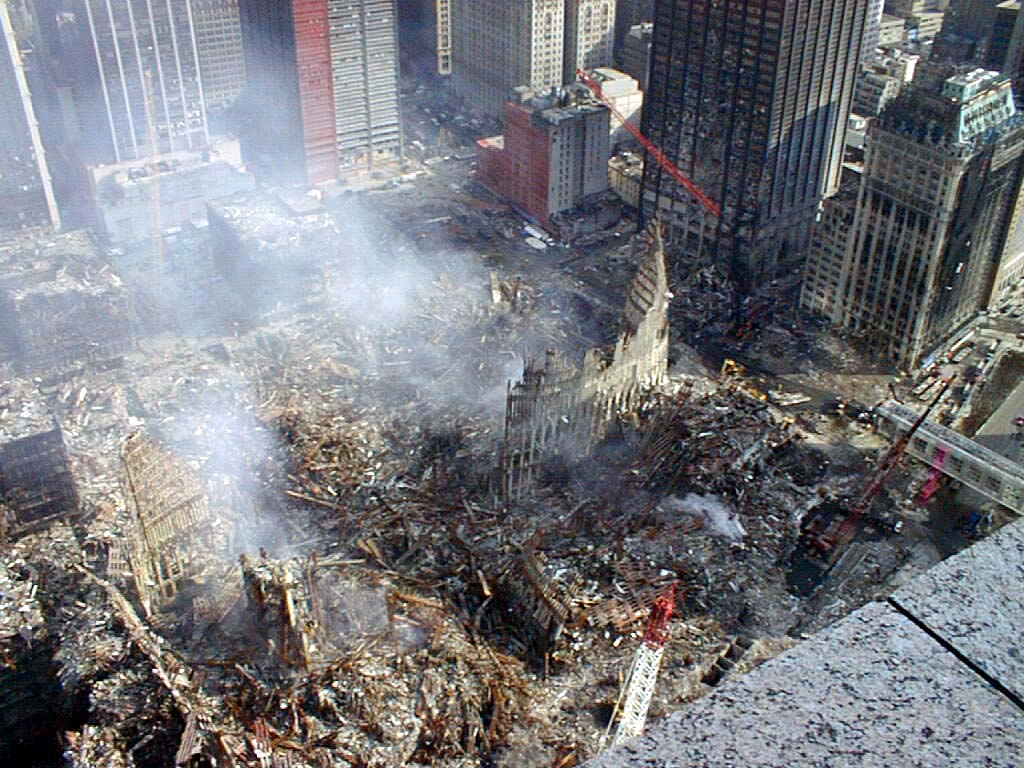
Zona zero: escombros do World Trade Center, após o atentado da Al Qaeda em 2001, que provocou cerca de três mil mortos

Em 2004, a BBC lançou o documentário The Power of Nightmares, obra de Adam Curtis, que argumenta que maior parte da apregoada ameaça terrorista internacional 
"é uma fantasia que foi exagerada e distorcida por políticos. É uma ilusão sombria que se espalhou sem ser questionada pelos governos ao redor do mundo, os serviços de segurança e a imprensa internacional". 
O documentário apresenta depoimentos de agentes e ex-agentes de serviços de segurança e cita estatísticas e documentos do governo norte-americano para reforçar sua tese, como o fato de que nenhum indivíduo havia até então sido condenado por comprovadamente pertencer à Al-Qaeda e que de 667 pessoas presas por alegadamente pertencer à rede, somente 17 foram indiciadas. A recepção da crítica ao documentário foi majoritariamente positiva.
Em referência ao documentário, o jornal inglês The Guardian publicou um artigo afirmando que "de forma discreta mas crescente, outros observadores da Guerra ao Terror têm demonstrado dúvidas semelhantes", citando opiniões similares às do documentário emitidas por pessoas como Jonathan Eyal, diretor do Think Tank e militar britânico do Royal United Services Institute, que afirmou que a ameaça real da Al-Qaeda está sendo exagerada e que diversos ataques terroristas estão sendo atribuídos a esta sem a existência de indícios consistentes. Bill Durodié, diretor de um centro internacional de análises de segurança do King's College de Londres, afirmava não haver "evidências reais de que estes grupos estejam conectados"; e Crispin Black, veterano britânico da Guerra das Malvinas e analista de segurança, para quem a ameaça terrorista apresentada por políticos e pela imprensa é incompatível com a verdade factual.
O jornalista e autor Peter Bergen, no The Nation, criticou o documentário e escreveu que mesmo que a Al-Qaeda não seja tão organizada como a administração Bush sublinhou, continuava a ser uma força muito perigosa devido ao fanatismo dos seus seguidores e aos recursos disponíveis para Bin Laden. Sobre a afirmação de Curtis de que a Al-Qaeda era uma criação de políticos neoconservadores, disse Bergen: "Isso é um disparate. Há provas substanciais de que a Al-Qaeda foi fundada em 1988 por Bin Laden e um pequeno grupo de militantes com ideias semelhantes, e de que o grupo cresceria rapidamente até à organização secreta e disciplinada que levou a cabo os ataques de 11 de setembro". Bergen afirmou ainda que os argumentos de Curtis servem como defesa do fracasso de Bush em capturar Bin Laden na invasão do Afeganistão em 2001 e ignorar os avisos de um ataque terrorista anteriores ao 11 de setembro.

Em 2005, Robin Cook, membro do Parlamento Britânico e Ministro das Relações Exteriores da Grã-Bretanha durante o governo de Tony Blair, publicou artigo no The Guardian em que afirma que o termo "Al-Qaeda" era originalmente empregado para designar uma "base" ou "banco de dados", um arquivo digital com fichas de milhares de Mujahidins recrutados e treinados pela CIA para combater os russos. Uma versão semelhante para a origem da expressão Al-Qaeda foi defendida por Pierre-Henri Bunel, um agente de inteligência do governo francês condenado por vazar informações para a Sérvia durante a Guerra da Bósnia, que afirmou ter tido acesso a um banco de dados com fichas de membros da Conferência Islâmica assim denominada. Bunel afirmou que 
"não há nenhum exército islâmico ou grupo terrorista chamado Al-Qaeda. E qualquer agente de inteligência bem-informado sabe disso" e que haveria uma propaganda liderada pelos Estados Unidos "para fazer o público acreditar na presença de uma entidade identificada representando o "mal", apenas para conduzir os telespectadores a aceitar uma liderança internacional unificada em prol de uma guerra contra o terrorismo".
Em maio de 2012, o The Guardian publicou um editorial afirmando que em 2004, a imprensa, políticos e o público exageraram na dimensão da ameaça representada pela Al-Qaeda e falharam em estabelecer um melhor entendimento do fenômeno moderno da militância sunita e do papel desempenhado por Bin Laden, contribuindo dessa forma para a adoção de políticas catastroficamente contraprodutivas, mas que em 2007 a natureza da Al-Qaeda era muito melhor entendida, descrevendo-a como um "complexo adaptável movimento social", a mesma reportagem cita que Osama bin Laden estava irritado com a afiliada Al-Qaeda no Iemen por esta preferir atacar as forças de segurança locais, em vez dos interesses americanos.
De acordo com uma série de fontes, tem havido uma "onda de revolta" contra a Al-Qaeda e suas afiliadas por "sábios religiosos, antigos combatentes e militantes alarmados com o assassinato de muçulmanos em países muçulmanos, especialmente no Iraque pela Al-Qaeda. Saif al-Islam, encorajado pelo governo britânico e auxiliado pelo Xeique Ali al-Sallabi (líder da Irmandade Muçulmana na Líbia), dirigiu um processo de "desradicalização" de extremistas islâmicos, semelhante àqueles que estavam sendo feito no Egito e em Londres e que resultou na elaboração de um documento teológico com 417 páginas denominado "Estudos corretivos no entendimento da Jihad, aplicando a moralidade e o julgamento de pessoas", publicado em setembro de 2009, no qual diversos integrantes do GCIL ou Grupo de Combate Islâmico Líbio, se retrataram e anunciaram sua ruptura com a Al-Qaeda e declararam que bombardeios indiscriminados e ataques contra civis não estavam de acordo com os seus objetivos. Tal documento possibilitou a libertação mais de 300 integrantes do GCIL.
Em 2007, em torno do sexto aniversário dos ataques de 11 de setembro de 2001 e um par de meses antes de Racionalização do Jihad, de Sayyid Imam al-Sharif, um dos fundadores da Al-Qaeda, ser citado pela primeira vez nos jornais, o Xeque da Arábia Saudita Salman al-Ouda divulgou uma repreensão pessoal a Bin Laden dizendo: Meu irmão Osama, quanto sangue foi derramado? Quantas pessoas inocentes, crianças, idosos e mulheres foram mortos ... em nome da Al-Qaeda? Como pode você ir feliz ao encontro de Deus Todo-Poderoso carregando o fardo dessas centenas de milhares ou milhões [de vítimas] em sua volta?

## Morte de Ayman al-Zawahiri
No dia 31 de julho de 2022, o líder foi assassinado por um drone americano em Cabul às 06h18 no horário local e foi usado um Hellfire R9X para o ato; Zawahiri deixou sua família (que saiu ilesa do ataque), tinha 72 anos e foi parceiro de Osama Bin Laden.